# Liste des lieux patrimoniaux de la municipalité régionale de Niagara
Cet article recense les lieux patrimoniaux de la municipalité régionale de Niagara inscrits au répertoire des lieux patrimoniaux du Canada, qu'ils soient de niveau provincial, fédéral ou municipal.

## Liste
| [ 1 ] | Lieu patrimonial                                                                                 | Illustration                                                                                     | Municipalité        | Adresse                                                                 | Coordonnées      | No    | Constr.     | Prot.                                    | Rec. | Notes |
| ----- | ------------------------------------------------------------------------------------------------ | ------------------------------------------------------------------------------------------------ | ------------------- | ----------------------------------------------------------------------- | ---------------- | ----- | ----------- | ---------------------------------------- | ---- | ----- |
| M     | 202 Dufferin Street                                                                              | Téléverser                                                                                       | Fort Erie           | 202, Dufferin                                                           | 42.9306 -78.9193 | 15922 | 1897        | Municipal Heritage Designation (Part IV) | 2005 |       |
| M     | 36 Concession Road                                                                               | Téléverser                                                                                       | Fort Erie           | 36, Concession                                                          | 42.8995 -78.9252 | 16358 | 1891        | Municipal Heritage Designation (Part IV) | 2003 |       |
| F     | Champ de bataille de Ridgeway                                                                    | Champ de bataille de Ridgeway                                                                    | Fort Erie           | Garrison Rd. (Highway 3)                                                | 42.904 -79.042   | 16025 |             | LHN                                      | 1921 |       |
| F     | Fort Érié                                                                                        | Fort Érié                                                                                        | Fort Erie           | 350 Lakeshore Road                                                      | 42.8934 -78.924  | 12103 | 1808        | LHN                                      | 1931 |       |
| F     | Frenchman's Creek                                                                                | Frenchman's Creek                                                                                | Fort Erie           | Niagara River Parkway                                                   | 42.9264 -78.9423 | 13036 |             | LHN                                      | 1921 |       |
| M     | The Kraft House                                                                                  | Téléverser                                                                                       | Fort Erie           | 3347, Bowen                                                             | 42.9334 -79.0424 | 16344 |             | Municipal Heritage Designation (Part IV) | 2003 |       |
| F     | Phare de la Point-Abino                                                                          | Phare de la Point-Abino                                                                          | Fort Erie           | Point Abino Road                                                        | 42.8355 -79.0953 | 12102 | 1918        | LHN                                      | 1998 |       |
| M     | Alexander-Robinson House                                                                         | Alexander-Robinson House                                                                         | Niagara Falls       | 3289, St. Paul Ave.                                                     | 43.144 -79.101   | 9748  | 1821        | Municipal Heritage Designation (Part IV) | 1981 |       |
| M     | Bampfield Hall                                                                                   | Bampfield Hall                                                                                   | Niagara Falls       | 4761, Zimmerman Avenue                                                  | 43.1051 -79.0623 | 9865  | 1875        | Municipal Heritage Designation (Part IV) | 2000 |       |
| M     | Buchner House                                                                                    | Buchner House                                                                                    | Niagara Falls       | 6172, Buchner Place                                                     | 43.0885 -79.0974 | 9749  |             | Municipal Heritage Designation (Part IV) | 1998 |       |
| M     | Chippawa Town Hall                                                                               | Chippawa Town Hall                                                                               | Niagara Falls       | 8196, Cummington Square                                                 | 43.0595 -79.0506 | 9750  | 1842        | Municipal Heritage Designation (Part IV) | 1983 |       |
| M     | Church Residence                                                                                 | Church Residence                                                                                 | Niagara Falls       | 3000, Portage Road                                                      | 43.1302 -79.0974 | 9752  | 1810        | Municipal Heritage Designation (Part IV) | 1978 |       |
| M     | Copper Beach Tree                                                                                | Copper Beach Tree                                                                                | Niagara Falls       | 6110, Lundy's Lane                                                      | 43.0896 -79.0959 | 9753  | 1914        | Municipal Heritage Designation (Part IV) | 2003 |       |
| M     | Cummington Square                                                                                | Cummington Square                                                                                | Niagara Falls       | 8191, Cummington                                                        | 43.0595 -79.0506 | 9754  | 1920        | Municipal Heritage Designation (Part IV) | 2006 |       |
| M     | Danner-Sherk House                                                                               | Téléverser                                                                                       | Niagara Falls       | 12549, Niagara River Parkway                                            | 43.0002 -79.0289 | 9755  |             | Municipal Heritage Designation (Part IV) | 2000 |       |
| M     | Doran-Marshall Residence                                                                         | Doran-Marshall Residence                                                                         | Niagara Falls       | 4851, River Road                                                        | 43.1039 -79.0623 | 9757  | 1886        | Municipal Heritage Designation (Part IV) | 1986 |       |
| M     | Egerton Morden House                                                                             | Egerton Morden House                                                                             | Niagara Falls       | 6145, Corwin Avenue                                                     | 43.0839 -79.1082 | 9759  | 1875        | Municipal Heritage Designation (Part IV) | 1999 |       |
| M     | First Bampfield House                                                                            | First Bampfield House                                                                            | Niagara Falls       | 4325, Bampfield Street                                                  | 43.1017 -79.0641 | 9760  | 1860        | Municipal Heritage Designation (Part IV) | 1981 |       |
| M     | Fralick's Tavern                                                                                 | Fralick's Tavern                                                                                 | Niagara Falls       | 6137, Lundy's Lane                                                      | 43.0896 -79.0964 | 9761  | 1836        | Municipal Heritage Designation (Part IV) | 1999 |       |
| M     | Glenview Mansion                                                                                 | Glenview Mansion                                                                                 | Niagara Falls       | 4223, Terrace                                                           | 43.1123 -79.0637 | 9762  | 1870        | Municipal Heritage Designation (Part IV) | 2003 |       |
| M     | Holy Trinity Church                                                                              | Holy Trinity Church                                                                              | Niagara Falls       | 7820, Portage Road                                                      | 43.0624 -79.0574 | 9763  | 1841        | Municipal Heritage Designation (Part IV) | 1983 |       |
| M     | J. Ingles House                                                                                  | J. Ingles House                                                                                  | Niagara Falls       | 6151, Culp Street                                                       | 43.086 -79.0965  | 9774  | 1855        | Municipal Heritage Designation (Part IV) | 2003 |       |
| M     | John Thomson Jr House                                                                            | John Thomson Jr House                                                                            | Niagara Falls       | 4891, Portage Road                                                      | 43.1037 -79.0931 | 9775  | 1825        | Municipal Heritage Designation (Part IV) | 1978 |       |
| M     | Laura Secord House                                                                               | Laura Secord House                                                                               | Niagara Falls       | 3800, Bridgewater Street                                                | 43.0587 -79.0523 | 9866  | 1837        | Municipal Heritage Designation (Part IV) | 1983 |       |
| F     | Lieu historique national du Canada de l'Église-British Methodist Episcopal R. Nathaniel Dett     | Lieu historique national du Canada de l'Église-British Methodist Episcopal R. Nathaniel Dett     | Niagara Falls       | 5674 Peer Street                                                        | 43.0877 -79.0887 | 13333 | 1836        | Lieu historique national du Canada       | 1999 |       |
| F     | Lieu historique national du Canada de l'Île-Navy                                                 | Téléverser                                                                                       | Niagara Falls       | Niagara Parkway                                                         | 43.0564 -79.0118 | 16122 | 1761        | Lieu historique national du Canada       | 1923 |       |
| F     | Lieu historique national du Canada de la Bataille-de-Chippawa                                    | Lieu historique national du Canada de la Bataille-de-Chippawa                                    | Niagara Falls       |                                                                         | 43.0527 -79.0243 | 12972 |             | Lieu historique national du Canada       | 1921 |       |
| F     | Lieu historique national du Canada de la Bataille-de-la-Ruelle-de-Lundy                          | Lieu historique national du Canada de la Bataille-de-la-Ruelle-de-Lundy                          | Niagara Falls       |                                                                         | 43.0893 -79.0959 | 12081 |             | Lieu historique national du Canada       | 1937 |       |
| F     | Lieu historique national du Canada de la centrale-électrique-de-la-Toronto Power                 | Lieu historique national du Canada de la centrale-électrique-de-la-Toronto Power                 | Niagara Falls       | Niagara Parkway                                                         | 43.0718 -79.074  | 11954 | 1913        | Lieu historique national du Canada       | 1983 |       |
| M     | Lyon's Creek Church                                                                              | Lyon's Creek Church                                                                              | Niagara Falls       | 7906, Schisler Road                                                     | 43.0032 -79.1275 | 9776  | 1861        | Municipal Heritage Designation (Part IV) | 1986 |       |
| F     | Manège militaire                                                                                 | Manège militaire                                                                                 | Niagara Falls       | 5049 Victoria Avenue                                                    | 43.1011 -79.0735 | 4347  | 1912        | Édifice fédéral du patrimoine reconnu    | 1991 |       |
| M     | Mitchell Cottage                                                                                 | Mitchell Cottage                                                                                 | Niagara Falls       | 3360, St. Patrick Ave.                                                  | 43.1296 -79.1017 | 9777  | 1805        | Municipal Heritage Designation (Part IV) | 1978 |       |
| M     | Nathaniel Dett Chapel                                                                            | Nathaniel Dett Chapel                                                                            | Niagara Falls       | 5674, Peer                                                              | 43.0878 -79.0884 | 9778  | 1836        | Municipal Heritage Designation (Part IV) | 1986 |       |
| M     | Niagara Falls Armoury                                                                            | Niagara Falls Armoury                                                                            | Niagara Falls       | 5049, Victoria Avenue                                                   | 43.1011 -79.0738 | 9870  | 1911        | Municipal Heritage Designation (Part IV) | 1998 |       |
| M     | Niagara Falls Carnegie Library                                                                   | Niagara Falls Carnegie Library                                                                   | Niagara Falls       | 5017, Victoria Avenue                                                   | 43.1016 -79.0732 | 9744  | 1910        | Municipal Heritage Designation (Part IV) | 1999 |       |
| M     | Old Imperial Bank                                                                                | Old Imperial Bank                                                                                | Niagara Falls       | 4190, Bridge Street                                                     | 43.1087 -79.0617 | 9782  | 1906        | Municipal Heritage Designation (Part IV) | 1978 |       |
| M     | Old St. John's Anglican                                                                          | Old St. John's Anglican                                                                          | Niagara Falls       | 3394, Portage Road                                                      | 43.1235 -79.0991 | 9785  | 1825        | Municipal Heritage Designation (Part IV) | 1978 |       |
| P     | Old St. John's Anglican Church (Stamford)                                                        | Old St. John's Anglican Church (Stamford)                                                        | Niagara Falls       | 3428, Portage Road                                                      | 43.1235 -79.0991 | 10543 | 1826        | Ontario Heritage Foundation Easement     | 1986 |       |
| M     | Old Stamford Town Hall                                                                           | Old Stamford Town Hall                                                                           | Niagara Falls       | 5810, Ferry Street                                                      | 43.0894 -79.0912 | 9787  | 1874        | Municipal Heritage Designation (Part IV) | 1978 |       |
| M     | Orchard Cadham House                                                                             | Orchard Cadham House                                                                             | Niagara Falls       | 6023, Culp Street                                                       | 43.0862 -79.0941 | 9788  | 1856        | Municipal Heritage Designation (Part IV) | 2006 |       |
| M     | Oswald House                                                                                     | Oswald House                                                                                     | Niagara Falls       | 2922, St. Paul Avenue                                                   | 43.1449 -79.1009 | 9789  |             | Municipal Heritage Designation (Part IV) | 1978 |       |
| M     | Post Office and Customs House                                                                    | Post Office and Customs House                                                                    | Niagara Falls       | 4177, Park Street                                                       | 43.1077 -79.0621 | 9791  | 1885        | Municipal Heritage Designation (Part IV) | 1978 |       |
| M     | Russell Cottage                                                                                  | Russell Cottage                                                                                  | Niagara Falls       | 3174, St Patrick                                                        | 43.1266 -79.1015 | 9790  |             | Municipal Heritage Designation (Part IV) | 1995 |       |
| F     | VIA Rail/Canadien National, gare de                                                              | VIA Rail/Canadien National, gare de                                                              | Niagara Falls       | 4267, Bridge Street                                                     | 43.109 -79.063   | 4624  | 1879        | GFP                                      | 1994 | [ 3 ] |
| M     | Via Railway Station                                                                              | Via Railway Station                                                                              | Niagara Falls       | 4267, Bridge Street                                                     | 43.1087 -79.0628 | 9792  | 1879        | Municipal Heritage Designation (Part IV) | 1999 | [ 4 ] |
| M     | Whirlpool House                                                                                  | Whirlpool House                                                                                  | Niagara Falls       | 3011, Portage Road                                                      | 43.1301 -79.0982 | 9793  | 1794        | Municipal Heritage Designation (Part IV) | 1978 |       |
| M     | Willoughby Township Hall                                                                         | Willoughby Township Hall                                                                         | Niagara Falls       | 11211, Sodom Road                                                       | 43.0158 -79.059  | 9794  | 1877        | Municipal Heritage Designation (Part IV) | 1996 |       |
| F     | Aménagement hydroélectrique de Queenston-Chippawa                                                | Aménagement hydroélectrique de Queenston-Chippawa                                                | Niagara-on-the-Lake |                                                                         | 43.1464 -79.0446 | 17706 | 1925        | LHN                                      | 1990 |       |
| F     | Batterie de Vrooman                                                                              | Téléverser                                                                                       | Niagara-on-the-Lake | 14759 et 14767 Niagara Parkway                                          | 43.1637 -79.0568 | 17421 | 1812        | LHN                                      | 1921 |       |
| F     | Blockhaus 1                                                                                      | Téléverser                                                                                       | Niagara-on-the-Lake |                                                                         | 43.2479 -79.0621 | 4798  | 1939        | Édifice fédéral du patrimoine reconnu    | 1991 |       |
| F     | Blockhaus 2                                                                                      | Blockhaus 2                                                                                      | Niagara-on-the-Lake |                                                                         | 43.2508 -79.061  | 4799  | 1939        | ÉFP reconnu                              | 1991 |       |
| F     | Blockhaus 3                                                                                      | Blockhaus 3                                                                                      | Niagara-on-the-Lake |                                                                         | 43.2508 -79.0614 | 4800  | 1939        | ÉFP reconnu                              | 1991 |       |
| F     | Blockhaus octogonal                                                                              | Blockhaus octogonal                                                                              | Niagara-on-the-Lake |                                                                         | 43.2479 -79.0621 | 4802  |             | ÉFP reconnu                              | 1991 |       |
| F     | Caserne à deux niveaux pour hommes                                                               | Téléverser                                                                                       | Niagara-on-the-Lake |                                                                         | 43.2478 -79.0744 | 9949  | 1818        | ÉFP reconnu                              | 1991 |       |
| F     | Cuisine des officiers                                                                            | Cuisine des officiers                                                                            | Niagara-on-the-Lake |                                                                         | 43.2474 -79.0621 | 4806  | 1939        | ÉFP reconnu                              | 1991 |       |
| M     | Eagleson-Buyers House                                                                            | Eagleson-Buyers House                                                                            | Niagara-on-the-Lake | 433, Regent                                                             | 43.2504 -79.0773 | 16355 |             | Municipal Heritage Designation (Part IV) | 2008 |       |
| P     | Field House                                                                                      | Téléverser                                                                                       | Niagara-on-the-Lake | 15284, Niagara River Parkway                                            | 43.12 -79.3      | 9635  |             | Ontario Heritage Foundation Easement     | 1980 |       |
| F     | Fort George                                                                                      | Fort George                                                                                      | Niagara-on-the-Lake | Queen's Parade Road                                                     | 43.2486 -79.0612 | 7613  | 1799        | LHN                                      | 1921 |       |
| F     | Fort Mississauga                                                                                 | Fort Mississauga                                                                                 | Niagara-on-the-Lake | 223, Queen Street                                                       | 43.2607 -79.0787 | 7616  | 1840        | LHN                                      | 1960 |       |
| F     | Hangar de matérial d'artillerie                                                                  | Téléverser                                                                                       | Niagara-on-the-Lake | Queen Parade                                                            | 43.2474 -79.0695 | 4815  |             | Édifice fédéral du patrimoine reconnu    | 1991 |       |
| F     | Lieu historique du Canada du Fort-George, atelier d’artificier et forge                          | Téléverser                                                                                       | Niagara-on-the-Lake |                                                                         | 43.2479 -79.0621 | 4803  | 1939        | Édifice fédéral du patrimoine reconnu    | 1991 |       |
| F     | Lieu historique national du Canada Fort-Drummond                                                 | Téléverser                                                                                       | Niagara-on-the-Lake |                                                                         | 43.1598 -79.053  | 14547 | 1814        | Lieu historique national du Canada       | 1928 |       |
| F     | Lieu historique national du Canada Willowbank                                                    | Lieu historique national du Canada Willowbank                                                    | Niagara-on-the-Lake | 14487 Niagara Parkway                                                   | 43.1679 -79.0607 | 6426  | 1836        | Lieu historique national du Canada       | 2004 |       |
| F     | Lieu historique national du Canada de Niagara-on-the-Lake                                        | Lieu historique national du Canada de Niagara-on-the-Lake                                        | Niagara-on-the-Lake |                                                                         | 43.2548 -79.0709 | 14623 | 1859        | Lieu historique national du Canada       | 2004 |       |
| F     | Lieu historique national du Canada de la Pharmacie-de-Niagara                                    | Lieu historique national du Canada de la Pharmacie-de-Niagara                                    | Niagara-on-the-Lake | 5 Queen Street                                                          | 43.255 -79.0711  | 9169  | 1820        | Lieu historique national du Canada       | 1968 |       |
| F     | Lieu historique national du Canada des Casernes-de-Butler                                        | Téléverser                                                                                       | Niagara-on-the-Lake | Queen's Parade                                                          | 43.2475 -79.0686 | 7824  | 1854        | Lieu historique national du Canada       | 1962 |       |
| F     | Lieu historique national du Canada des Hauteurs-de-Queenston                                     | Lieu historique national du Canada des Hauteurs-de-Queenston                                     | Niagara-on-the-Lake | Niagara Pky. at Portage Rd.                                             | 43.1601 -79.0529 | 7677  | 1812        | Lieu historique national du Canada       | 1968 |       |
| F     | Lieu historique national du Canada du Champ-de-Bataille-du-Fort-George                           | Lieu historique national du Canada du Champ-de-Bataille-du-Fort-George                           | Niagara-on-the-Lake | Queen Street                                                            | 43.2551 -79.1081 | 15905 | 1921        | Lieu historique national du Canada       | 1921 |       |
| F     | Lieu historique national du Canada du Palais-de-Justice-du-District-de-Niagara                   | Lieu historique national du Canada du Palais-de-Justice-du-District-de-Niagara                   | Niagara-on-the-Lake | 26 Queen Street                                                         | 43.2554 -79.0715 | 10406 | 1847        | Lieu historique national du Canada       | 1981 |       |
| F     | Lieu historique national du Canada du Phare-de-la-Pointe-Mississauga                             | Lieu historique national du Canada du Phare-de-la-Pointe-Mississauga                             | Niagara-on-the-Lake |                                                                         | 43.2615 -79.077  | 12012 | 1804        | Lieu historique national du Canada       | 1937 |       |
| M     | Lockhart-Moogk House                                                                             | Lockhart-Moogk House                                                                             | Niagara-on-the-Lake | 289, Simcoe                                                             | 43.2559 -79.0788 | 15927 | 1817        | Municipal Heritage Designation (Part IV) | 1997 |       |
| F     | Logement de l’officier subalterne de l’intendance                                                | Téléverser                                                                                       | Niagara-on-the-Lake |                                                                         | 43.2493 -79.0736 | 9950  | 1839        | Édifice fédéral du patrimoine reconnu    | 1991 |       |
| F     | Magasin d'intendance                                                                             | Téléverser                                                                                       | Niagara-on-the-Lake | Queen Parade                                                            | 43.2474 -79.0695 | 4814  | 1839        | Édifice fédéral du patrimoine reconnu    | 1991 |       |
| M     | McDougal-Harrison House                                                                          | Téléverser                                                                                       | Niagara-on-the-Lake | 165, Queen                                                              | 43.2574 -79.076  | 14508 |             | Municipal Heritage Designation (Part IV) | 2003 |       |
| F     | Monument Brock                                                                                   | Monument Brock                                                                                   | Niagara-on-the-Lake | Queenston Heights (en)                                                  | 43.16 -79.053    | 9813  | 1856        | ÉFP classé                               | 1990 |       |
| M     | Moore-Bishop-Stokes House                                                                        | Moore-Bishop-Stokes House                                                                        | Niagara-on-the-Lake | 244, King                                                               | 43.2539 -79.0717 | 15833 |             | Municipal Heritage Designation (Part IV) | 1979 |       |
| F     | Navy Hall                                                                                        | Navy Hall                                                                                        | Niagara-on-the-Lake |                                                                         | 43.2479 -79.0621 | 4759  | 1817        | ÉFP reconnu                              | 1989 |       |
| P     | Niagara Apothecary                                                                               | Niagara Apothecary                                                                               | Niagara-on-the-Lake | 5, Queen Street                                                         | 43.255 -79.0708  | 10540 | 1853        | Ontario Heritage Foundation Property     | 1969 |       |
| P     | Niagara District Court House                                                                     | Niagara District Court House                                                                     | Niagara-on-the-Lake | 26, Queen Street                                                        | 43.2548 -79.0714 | 8181  | 1848        | Ontario Heritage Foundation Easement     | 1988 |       |
| M     | Niagara Historical Society Museum                                                                | Niagara Historical Society Museum                                                                | Niagara-on-the-Lake | 43, Castlereagh                                                         | 43.2519 -79.0717 | 16187 | 1875        | Municipal Heritage Designation (Part IV) | 1984 |       |
| F     | Poste de garde / salle de rapport                                                                | Téléverser                                                                                       | Niagara-on-the-Lake |                                                                         | 43.2479 -79.0621 | 4810  |             | Édifice fédéral du patrimoine reconnu    | 1991 |       |
| F     | Poudrière                                                                                        | Téléverser                                                                                       | Niagara-on-the-Lake |                                                                         | 43.2499 -79.0601 | 10730 | 1797        | Classified Federal Heritage Building     | 1991 |       |
| F     | Poudrières                                                                                       | Poudrières                                                                                       | Niagara-on-the-Lake |                                                                         | 43.2615 -79.077  | 10134 | 1814        | ÉFP reconnu                              | 1991 |       |
| M     | Powell-Wisch House                                                                               | Téléverser                                                                                       | Niagara-on-the-Lake | 433, King                                                               | 43.2499 -79.0756 | 16186 |             | Municipal Heritage Designation (Part IV) | 2002 |       |
| F     | Quartiers des officiers                                                                          | Téléverser                                                                                       | Niagara-on-the-Lake |                                                                         | 43.2479 -79.0621 | 4808  | 1939        | Édifice fédéral du patrimoine reconnu    | 1991 |       |
| M     | Secord Mill                                                                                      | Secord Mill                                                                                      | Niagara-on-the-Lake | 137, Four Mile Creek                                                    | 43.1526 -79.1043 | 16359 |             | Municipal Heritage Designation (Part IV) | 2004 |       |
| F     | Tour                                                                                             | Tour                                                                                             | Niagara-on-the-Lake |                                                                         | 43.2617 -79.0767 | 9784  | 1816        | ÉFP reconnu                              | 1991 |       |
| P     | Willowbank Estate                                                                                | Willowbank Estate                                                                                | Niagara-on-the-Lake | 14487, Niagara Parkway                                                  | 43.1677 -79.0615 | 8674  | 1836        | Ontario Heritage Foundation Easement     | 2005 |       |
| M     | Augustine House                                                                                  | Téléverser                                                                                       | Port Colborne       | 145, Main Street West                                                   | 42.9008 -79.249  | 8961  |             | Municipal Heritage Designation (Part IV) | 1986 |       |
| M     | Humberstone Township Hall                                                                        | Téléverser                                                                                       | Port Colborne       | 76, Main Street West                                                    | 42.901 -79.2484  | 8964  | 1852        | Municipal Heritage Designation (Part IV) | 1981 |       |
| M     | Ingleside                                                                                        | Téléverser                                                                                       | Port Colborne       | 322, King Street                                                        | 42.8889 -79.2517 | 9661  |             | Municipal Heritage Designation (Part IV) | 1987 |       |
| M     | Ott House                                                                                        | Téléverser                                                                                       | Port Colborne       | 518, King Street                                                        | 42.9014 -79.2405 | 8974  |             | Municipal Heritage Designation (Part IV) | 1983 |       |
| M     | Reformed Mennonite Meeting House                                                                 | Téléverser                                                                                       | Port Colborne       | 269, Killaly Street West                                                | 42.8917 -79.2618 | 8976  | 1872        | Municipal Heritage Designation (Part IV) | 1995 |       |
| M     | Roselawn                                                                                         | Téléverser                                                                                       | Port Colborne       | 296, Fielden Street                                                     | 42.888 -79.2573  | 8977  | 1860        | Municipal Heritage Designation (Part IV) | 1993 |       |
| M     | Sherkwood                                                                                        | Téléverser                                                                                       | Port Colborne       | 1271, Sherk Road                                                        | 42.8968 -79.1735 | 9857  |             | Municipal Heritage Designation (Part IV) | 2003 |       |
| M     | St. James Rectory                                                                                | Téléverser                                                                                       | Port Colborne       | 346, Catharine Street                                                   | 42.8885 -79.2531 | 9858  | 1875        | Municipal Heritage Designation (Part IV) | 1988 |       |
| M     | Thomas Euphronius Reeb House                                                                     | Téléverser                                                                                       | Port Colborne       | 380, King Street                                                        | 42.8893 -79.2516 | 13244 | 1907        | Municipal Heritage Designation (Part IV) | 1993 |       |
| M     | Wildwood                                                                                         | Téléverser                                                                                       | Port Colborne       | 14, Catharine Street                                                    | 42.8801 -79.2531 | 9860  | 1876        | Municipal Heritage Designation (Part IV) | 1986 |       |
| M     | 160-168 St. Paul Street                                                                          | Téléverser                                                                                       | St. Catharines      | 164, St. Paul Street                                                    | 43.1465 -79.2572 | 13492 |             | Municipal Heritage Designation (Part IV) | 1986 |       |
| F     | Ancien bâtiment de la corne de brume                                                             | Téléverser                                                                                       | St. Catharines      |                                                                         | à géolocaliser   | 10477 | 1931        | Édifice fédéral du patrimoine reconnu    | 1989 |       |
| F     | Ancienne demeure du gardien de phare                                                             | Téléverser                                                                                       | St. Catharines      |                                                                         | 43.2364 -79.219  | 10486 | 1931        | Édifice fédéral du patrimoine reconnu    | 1989 |       |
| M     | Brown-Jouppien House                                                                             | Téléverser                                                                                       | St. Catharines      | 1317, Pelham Road                                                       | 43.1484 -79.2505 | 9640  |             | Municipal Heritage Designation (Part IV) | 1982 |       |
| F     | Bureau de recherche et de sauvetage                                                              | Téléverser                                                                                       | St. Catharines      |                                                                         | 43.2366 -79.2191 | 11367 | 1953        | Édifice fédéral du patrimoine reconnu    | 1989 |       |
| M     | Burgoyne Residence                                                                               | Téléverser                                                                                       | St. Catharines      | 15, Trafalgar Street                                                    | 43.1551 -79.2479 | 13493 | 1870        | Municipal Heritage Designation (Part IV) | 2001 |       |
| F     | Édifice du gouvernement du Canada                                                                | Téléverser                                                                                       | St. Catharines      | 32 Church Street                                                        | 43.1587 -79.2476 | 10259 | 1956        | Édifice fédéral du patrimoine reconnu    | 1999 |       |
| M     | Davella Mills Carillon                                                                           | Davella Mills Carillon                                                                           | St. Catharines      | 480, Queenston Street                                                   | 43.1608 -79.2044 | 13494 | 1949        | Municipal Heritage Designation (Part IV) | 1994 |       |
| F     | Lieu historique national du Canada de la Chapelle-Salem-de-la-British Methodist Episcopal Church | Lieu historique national du Canada de la Chapelle-Salem-de-la-British Methodist Episcopal Church | St. Catharines      | 92 Geneva Street                                                        | 43.1651 -79.2401 | 12892 | 1855        | Lieu historique national du Canada       | 1999 |       |
| F     | Manège militaire                                                                                 | Manège militaire                                                                                 | St. Catharines      | 81 Lake Street                                                          | 43.1625 -79.2515 | 10987 | 1905        | ÉFP reconnu                              | 1991 |       |
| F     | Phare arrière                                                                                    | Téléverser                                                                                       | St. Catharines      | East Pier                                                               | 43.2043 -79.266  | 4745  | 1898        | Édifice fédéral du patrimoine reconnu    | 1990 |       |
| F     | Phare avant                                                                                      | Téléverser                                                                                       | St. Catharines      |                                                                         | 43.2043 -79.266  | 4743  | 1880        | Édifice fédéral du patrimoine reconnu    | 1989 |       |
| M     | Port Dalhousie Heritage Conservation District                                                    | Port Dalhousie Heritage Conservation District                                                    | St. Catharines      |                                                                         | 43.2024 -79.2665 | 8348  |             | Heritage Conservation District (Part V)  | 2003 |       |
| M     | Robertson Public School                                                                          | Téléverser                                                                                       | St. Catharines      | 83, Church Street                                                       | 43.1613 -79.2454 | 9802  | 1829        | Municipal Heritage Designation (Part IV) | 1978 |       |
| F     | VIA Rail, gare de                                                                                | Téléverser                                                                                       | St. Catharines      | 5 Great Western Street                                                  | 43.148 -79.256   | 4625  | 1917        | Heritage Railway Station                 | 1994 |       |
| M     | Wood-Graham-Bacher House                                                                         | Téléverser                                                                                       | St. Catharines      | 134, Church Street                                                      | 43.1632 -79.2421 | 9803  |             | Municipal Heritage Designation (Part IV) | 1990 |       |
| M     | Wray's-Dufferin Block-Helliwell Block                                                            | Téléverser                                                                                       | St. Catharines      | 122, St. Paul Street                                                    | 43.1567 -79.2449 | 9805  | 1857        | Municipal Heritage Designation (Part IV) | 1986 |       |
| M     | Allanburg United Church                                                                          | Téléverser                                                                                       | Thorold             | 2364, Centre Street                                                     | 43.0771 -79.2087 | 8385  | 1876        | Municipal Heritage Designation (Part IV) | 2002 |       |
| M     | Allanburg Village Cemetery                                                                       | Téléverser                                                                                       | Thorold             | Centre Street                                                           | 43.0594 -79.1991 | 9856  |             | Municipal Heritage Designation (Part IV) | 2002 |       |
| M     | Carr-Millar-McMillan Block                                                                       | Téléverser                                                                                       | Thorold             | 31, Front Street S.                                                     | 43.1244 -79.2007 | 11030 |             | Municipal Heritage Designation (Part IV) | 2006 |       |
| M     | Flannery House                                                                                   | Téléverser                                                                                       | Thorold             | 22, Portland Street                                                     | 43.1212 -79.1964 | 11025 | 1860        | Municipal Heritage Designation (Part IV) | 2003 |       |
| F     | Lieu historique national du Canada de la Bataille-de-Beaver Dams                                 | Téléverser                                                                                       | Thorold             | Davis Road                                                              | 43.1228 -79.2018 | 14602 |             | Lieu historique national du Canada       | 1921 |       |
| M     | Macartney Drug Store                                                                             | Téléverser                                                                                       | Thorold             | 15, Front Street                                                        | 43.1245 -79.2008 | 18602 | 1872 (vers) | Municipal Heritage Designation (Part IV) | 2006 |       |
| M     | Millar House                                                                                     | Téléverser                                                                                       | Thorold             | 43, Welland Street South                                                | 43.1206 -79.1963 | 8828  |             | Municipal Heritage Designation (Part IV) | 2005 |       |
| M     | Munro House                                                                                      | Téléverser                                                                                       | Thorold             | 5, Ormond Street South                                                  | 43.1192 -79.1993 | 14213 | 2008        | Municipal Heritage Designation (Part IV) | 2002 |       |
| M     | Thorold's Carnegie Library                                                                       | Téléverser                                                                                       | Thorold             | 1, Ormond Street                                                        | 43.1249 -79.199  | 18577 | 1912        | Municipal Heritage Designation (Part IV) | 1998 |       |
| M     | Welland Mills                                                                                    | Téléverser                                                                                       | Thorold             | east side Pine Street N, between St. David's Street W and Albert Street | 43.1258 -79.2028 | 1197  | 1847        | Municipal Heritage Designation (Part IV) | 2002 |       |
| M     | Bridgetender's House                                                                             | Téléverser                                                                                       | Welland             | 44, Merritt St.                                                         | 42.9954 -79.2575 | 14842 |             | Municipal Heritage Designation (Part IV) | 1997 |       |
| M     | Brookfield-Cupido House                                                                          | Téléverser                                                                                       | Welland             | 271, Division                                                           | 42.992 -79.243   | 14843 | 1875        | Municipal Heritage Designation (Part IV) | 2005 |       |
| M     | Central Fire Hall                                                                                | Téléverser                                                                                       | Welland             | 30, Hellems Ave.                                                        | 42.9911 -79.2467 | 15310 | 1919        | Municipal Heritage Designation (Part IV) | 1993 |       |
| M     | Central United Church (Welland)                                                                  | Téléverser                                                                                       | Welland             | 88, King Street                                                         | 42.9898 -79.2509 | 15311 | 1908        | Municipal Heritage Designation (Part IV) | 1987 |       |
| M     | Chaffey-Fennessy House                                                                           | Téléverser                                                                                       | Welland             | 52, Chaffey Street                                                      | 42.9739 -79.2442 | 15312 | 1912        | Municipal Heritage Designation (Part IV) | 2004 |       |
| M     | Farmer's Market Building                                                                         | Téléverser                                                                                       | Welland             | 50, Market Square                                                       | 42.9907 -79.2489 | 9659  | 1919        | Municipal Heritage Designation (Part IV) | 1988 |       |
| M     | Glasgow-Fortner House                                                                            | Téléverser                                                                                       | Welland             | 24, Burgar Street                                                       | 42.9924 -79.2438 | 15313 | 1859        | Municipal Heritage Designation (Part IV) | 1985 |       |
| M     | Gordon-Marshall House                                                                            | Téléverser                                                                                       | Welland             | 155, Hellems Ave.                                                       | 42.9892 -79.2467 | 15315 | 1884        | Municipal Heritage Designation (Part IV) | 1997 |       |
| M     | Lawrence-Singer House                                                                            | Téléverser                                                                                       | Welland             | 204, East Main Street                                                   | 42.9928 -79.2449 | 15344 |             | Municipal Heritage Designation (Part IV) | 1990 |       |
| F     | Lieu historique national du Canada de la Bataille-de-Cook's Mills                                | Lieu historique national du Canada de la Bataille-de-Cook's Mills                                | Welland             | Lyons Creek Road                                                        | 43.0006 -79.1728 | 12957 |             | Lieu historique national du Canada       | 1921 |       |
| M     | Lobosco-Foote House                                                                              | Téléverser                                                                                       | Welland             | 103, State Street                                                       | 42.9868 -79.2491 | 15309 | 1931        | Municipal Heritage Designation (Part IV) | 2002 |       |
| M     | Main Street Bridge                                                                               | Téléverser                                                                                       | Welland             | 0, Main Street East                                                     | 42.9918 -79.2506 | 15314 | 1930        | Municipal Heritage Designation (Part IV) | 1994 |       |
| M     | Mizpah Mission/Italian Pentecostal Church                                                        | Téléverser                                                                                       | Welland             | 400, King Street                                                        | 42.9834 -79.251  | 15345 | 1917        | Municipal Heritage Designation (Part IV) | 2005 |       |
| M     | Vaughan Seed Company                                                                             | Téléverser                                                                                       | Welland             | 111, Victoria Street                                                    | 42.9861 -79.2428 | 15346 | 1909        | Municipal Heritage Designation (Part IV) | 2002 |       |
| M     | Welland Court House                                                                              | Téléverser                                                                                       | Welland             | 102, East Main Street                                                   | 42.9924 -79.247  | 15316 | 1856        | Municipal Heritage Designation (Part IV) | 1984 |       |